# برينت ميخائيل ديفيدز
برينت ميخائيل ديفيدز (بالإنجليزية: Brent Michael Davids)‏ هو ملحن أمريكي، ولد في 4 يونيو 1959 في ماديسون في الولايات المتحدة.

## وصلات خارجية
- برينت ميخائيل ديفيدز على موقع IMDb (الإنجليزية)
- برينت ميخائيل ديفيدز على موقع ميوزك برينز (الإنجليزية)
- برينت ميخائيل ديفيدز على موقع ديسكوغز (الإنجليزية)
- برينت ميخائيل ديفيدز على موقع قاعدة بيانات الفيلم (الإنجليزية)